# Privilege of Evil
Privilege of Evil – minialbum fińskiego zespołu deathmetalowego Amorphis, wydany w grudniu 1993 roku przez wytwórnię Relapse Records. Album stanowi zbiór utworów demo z początków twórczości Amorphis, nagranych w 1991 roku w TTT Studio, należącym do Timo Tolkkiego z zespołu Stratovarius. W 1991 tylko dwie z nagranych piosenek trafiły na pierwszy singel zespołu, całość nagrania została wydana dopiero w postaci tego minialbumu.

## Twórcy
- Olli-Pekka Laine - gitara basowa
- Tomi Koivusaari - śpiew, gitara rytmiczna
- Esa Holopainen - gitara prowadząca
- Jan Rechberger - perkusja, syntezator
- Jukka Kolehmainen - śpiew w utworze "Vulgar Necrolatry"

## Lista utworów
1. "Pilgrimage from Darkness" – 4:32
2. "Black Embrace" – 3:25
3. "Privilege of Evil" – 3:50
4. "Misery Path" – 4:17
5. "Vulgar Necrolatry" – 3:58
6. "Excursing from Existence" – 3:06